# Lista statków typu Liberty według numeru kadłuba (1201–1350)
Ta strona przedstawia listę statków typu Liberty posortowaną według numeru kadłuba nadanego przez Komisję Morską (ang. Maritime Commission).
| Numer MC  | Nazwa jednostki            | Patron                | Typ jednostki | Położenie stępki     | Wodowanie            | Los |
| --------- | -------------------------- | --------------------- | ------------- | -------------------- | -------------------- | --- |
| 1201      | SS "Henry Watterson"       | Henry Watterson       | standardowy   | 19 kwietnia 1943     | 21 lipca 1943        | sprzedany w prywatne ręce w 1947, ciężko uszkodzony w 1962, zadeklarowany jako zniszczony, złomowany w         |
| 1202      | SS "George Dewey"          | George Dewey          | standardowy   | 8 maja 1943          | 5 sierpnia 1943      | zatopiony aby stworzyć sztuczną rafę w pobliżu Port Mansfield TX 1976                                          |
| 1203      | SS "William Byrd"          | William Byrd          | standardowy   | 24 maja 1943         | 20 sierpnia 1943     | złomowany w 1973                                                                                               |
| 1204      | SS "Rufus C. Dawes"        | Rufus C. Dawes        | standardowy   | 31 maja 1943         | 4 września 1943      | złomowany w 1968                                                                                               |
| 1205      | SS "Thomas Sully"          | Thomas Sully          | standardowy   | 16 czerwca 1943      | 11 września 1943     | sprzedany w prywatne ręce w 1947, złomowany w 1963                                                             |
| 1206      | SS "Dwight W. Morrow"      | Dwight W. Morrow      | standardowy   | 5 lipca 1943         | 21 września 1943     | złomowany w 1969                                                                                               |
| 1207      | SS "John S. Mosby"         | John S. Mosby         | standardowy   | 22 lipca 1943        | 3 października 1943  | złomowany w 1971                                                                                               |
| 1208      | SS "Grant Wood"            | Grant Wood            | standardowy   | 6 sierpnia 1943      | 14 października 1943 | sprzedany w prywatne ręce w 1947, złomowany w 1970                                                             |
| 1209      | SS "Edward M. House"       | Edward M. House       | standardowy   | 21 sierpnia 1943     | 23 października 1943 | trafiony torpedą na kanale La Manche w 1944, naprawiony, sprzedany w prywatne ręce, złomowany w 1970           |
| 1210      | SS "Harvey Cushing"        | Harvey Cushing        | standardowy   | 5 września 1943      | 31 października 1943 | sprzedany w prywatne ręce w 1947, ciężko uszkodzony w 1965, zadeklarowany jako zniszczony, złomowany           |
| 1211      | SS "William G. Sumner"     | William G. Sumner     | standardowy   | 13 września 1943     | 8 listopada 1943     | przekazany USN jako "Alkaid" (AK 114), złomowany w 1964                                                        |
| 1212      | SS "Peter Stuyvesant"      | Peter Stuyvesant      | standardowy   | 27 września 1943     | 16 listopada 1943    | przekazany USN jako "Crux" (AK-115), złomowany w 1962                                                          |
| 1213      | SS "James Screven"         | James Screven         | standardowy   | 4 października 1943  | 23 listopada 1943    | przekazany USN jako "Shaula" (AK-118), sprzedany w prywatne ręce w 1947, złomowany w 1969                      |
| 1214      | SS "Napoleon B. Broward"   | Napoleon B. Broward   | standardowy   | 16 października 1943 | 30 listopada 1943    | przekazany USN jako "Matar" (AK 119), złomowany w 1972                                                         |
| 1215      | SS "Arthur M. Huddell"     | Arthur M. Huddell     | standardowy   | 25 października 1943 | 7 grudnia 1943       | przerobiony na transportowiec rur w 1944, przerobiony na transportowiec kabli dla firmy AT&T w 1956, NDRF 1984 |
| 1216      | SS "Owen Wister"           | Owen Wister           | standardowy   | 2 listopada 1943     | 14 grudnia 1943      | złomowany w 1964                                                                                               |
| 1217      | SS "Elizabeth C. Bellamy"  | Elizabeth C. Bellamy  | standardowy   | 10 listopada 1943    | 21 grudnia 1943      | przekazany USN jako "Baham" (AK-122), później AG 71, złomowany w 1973                                          |
| 1218      | SS "John White"            | John White            | standardowy   | 17 listopada 1943    | 31 grudnia 1943      | przekazany USN jako "Menkar" (AK-123), przekazany USCG w 1944, złomowany w 1964                                |
| 1219      | SS "Royal S. Copeland"     | Royal S. Copeland     | standardowy   | 24 listopada 1943    | 11 stycznia 1944     | sprzedany w prywatne ręce w 1947, spłonął w 1968, złomowany                                                    |
| 1220      | SS "John Einig"            | John Einig            | standardowy   | 1 grudnia 1943       | 14 stycznia 1944     | sprzedany w prywatne ręce w 1947, złomowany w 1969                                                             |
| 1221      | SS "Edwin G. Weed"         | Edwin G. Weed         | standardowy   | 7 grudnia 1943       | 29 stycznia 1944     | sprzedany w prywatne ręce w 1947, złomowany w 1967                                                             |
| 1222      | SS "Andrew Turnbull"       | Andrew Turnbull       | standardowy   | 15 grudnia 1943      | 8 lutego 1944        | złomowany w 1968                                                                                               |
| 1223      | SS "William A. Richardson" | William A. Richardson | standardowy   | 27 czerwca 1942      | 26 września 1942     | złomowany w 1969                                                                                               |
| 1224      | SS "William T. Coleman"    | William T. Coleman    | standardowy   | 4 lipca 1942         | 16 października 1942 | złomowany w 1972                                                                                               |
| 1225      | SS "William Kent"          | William Kent          | standardowy   | 20 lipca 1942        | 11 listopada 1942    | złomowany w 1964                                                                                               |
| 1226      | SS "John Muir"             | John Muir             | standardowy   | 31 lipca 1942        | 22 listopada 1942    | złomowany w 1966                                                                                               |
| 1227      | SS "Philip Kearny"         | Philip Kearny         | standardowy   | 10 sierpnia 1942     | 7 grudnia 1942       | złomowany w 1969                                                                                               |
| 1228      | SS "Thomas Hart Benton"    | Thomas Hart Benton    | standardowy   | 11 września 1942     | 20 grudnia 1942      | złomowany w 1969                                                                                               |
| 1229      | SS "Lyman Beecher"         | Lyman Beecher         | standardowy   | 27 września 1942     | 26 listopada 1942    | sprzedany w prywatne ręce w 1946, złomowany w 1967                                                             |
| 1230      | SS "Francis Preston Blair" | Francis Preston Blair | standardowy   | 17 października 1942 | 3 stycznia 1943      | osadzony na rafie w pobliżu Queensland w 1945, nadal tam pozostaje                                             |
| 1231      | SS "Mark Hopkins"          | Mark Hopkins          | standardowy   | 12 listopada 1942    | 17 stycznia 1943     | złomowany w 1968                                                                                               |
| 1232      | SS "Andrew D. White"       | Andrew D. White       | standardowy   | 23 listopada 1942    | 28 stycznia 1943     | złomowany w 1962                                                                                               |
| 1233      | SS "Sebastian Cermeno"     | Sebastian Cermeno     | standardowy   | 7 grudnia 1942       | 6 lutego 1943        | storpedowany i zatopiony na Oceanie Indyjskim 1943                                                             |
| 1234      | SS "Peter Donahue"         | Peter Donahue         | standardowy   | 21 grudnia 1942      | 12 lutego 1943       | złomowany w 1963                                                                                               |
| 1235      | SS "Sun Yat Sen"           | Sun Jat-sen           | standardowy   | 13 lutego 1943       | 26 marca 1943        | sprzedany w prywatne ręce w 1947, złomowany w 1968                                                             |
| 1236      | SS "Henry Durant"          | Henry Durant          | standardowy   | 11 maja 1943         | 15 czerwca 1943      | złomowany w 1963                                                                                               |
| 1237      | SS "Jack London"           | Jack London           | standardowy   | 16 czerwca 1943      | 16 lipca 1943        | sprzedany w prywatne ręce w 1947, złomowany w 1968                                                             |
| 1238–1350 |                            |                       |               |                      |                      | nieprzydzielone                                                                                                |